# 902 Probitas
A 902 Probitas (ideiglenes jelöléssel 1918 EJ) a Naprendszer kisbolygóövében található aszteroida. Johann Palisa fedezte fel 1918. szeptember 3-án.